# Александрово (Кезский район)
Александрово (удм. Кузямувыр) — село в Кезском районе Удмуртской Республики. Входит в Большеолыпское сельское поселение.

## Население
| 2010 | 2012 |
| ---- | ---- |
| 273  | ↘264 |

## Инфраструктура
В деревне расположены детский сад, средняя общеобразовательная школа, фельдшерско-акушерский пункт, дом культуры, библиотека.